# Lega Meridionale
La Lega Meridionale, abbreviazione del nome Lega Meridionale – Centro-Sud-Isole, è stata un movimento politico italiano costituitosi il 27 giugno 1989 su iniziativa di alcuni esponenti legati agli ambienti eversivi dell'estrema destra. Il 2 marzo 1991, la denominazione del movimento viene indicata come Lega Meridionale per l'Unità Nazionale.

## Storia
I soci fondatori della formazione politica sono l'avvocato Egidio Lanari, il gran maestro della Massoneria il siciliano Giorgio Paternò, il pugliese Cosimo Donato Cannarozzi ed il calabrese Enzo Alcide Ferraro. Il programma della Lega Meridionale, come si desume dal documento del movimento pubblicato il 22 luglio 1989 dall'agenzia di stampa "Punto critico", è principalmente indirizzato contro la cosiddetta partitocrazia e la magistratura. Lanari propone, fra l'altro, l'abrogazione della  "legge Rognoni – La Torre" che aveva introdotto il reato di associazione mafiosa e chiede l'amnistia per i reati politici. In pubbliche manifestazioni, come quella di Roma del 6 giugno 1990 intitolata Un indulto per la pacificazione nazionale, intervengono soggetti quali Adriano Tilgher (esponente di Avanguardia Nazionale), Tomaso Staiti di Cuddia, i fratelli Stefano e Germano Andrini (militanti dell’organizzazione di estrema destra "Movimento Politico Occidentale" di Maurizio Boccacci, molto legato a Stefano Delle Chiaie) e Mario Mambro, fratello della più nota Francesca.
Nel 1990 la Lega Meridionale coinvolge nel movimento Licio Gelli e Vito Ciancimino, mentre nell'intervista resa a la Repubblica il cofondatore Lanari dichiara: «nata un anno e mezzo fa ed ha già trentamila tesserati: il nostro motto è Libertà, uguaglianza, fratellanza e giustizia». In un'interrogazione al presidente del Consiglio, il senatore Umberto Bossi, allora capo della Lega Lombarda, si chiede se fosse ipotizzabile un collegamento tra servizi segreti, Ciancimino, Gelli e la stessa Lega meridionale. Il 21 aprile 1991, Licio Gelli invia alle agenzie giornalistiche un comunicato con cui, in relazione a notizie apparse sulla stampa circa una sua presunta espulsione dalla Lega Meridionale, precisa di non essere mai stato iscritto al movimento e che il 17 aprile 1991 ha comunicato la propria dissociazione da esso. Da quel momento lo seguono nella fuoriuscita molti degli esponenti di punta della Lega Meridionale, fra cui l'ex senatore del PSI e presidente onorario del movimento Domenico Pittella, già condannato in appello a dodici anni e un mese di reclusione per associazione sovversiva e partecipazione a banda armata; insieme costituiranno la Lega Italiana.
Alle elezioni politiche del 1992 si presenta la Lega delle Leghe, che raggruppa la Lega Meridionale di Pittella, la Lega Nazional Popolare di Stefano Delle Chiaie ed altri movimenti autonomisti e meridionalisti. La lista, presente solo in alcune circoscrizioni, ottiene 27 870 voti alla Camera dei deputati e 24 051 al Senato (lo 0,07%), senza ottenere eletti.

## Risultati elettorali
|                                         | Voti   | %      | Seggi   |         |
| Politiche 1992 (Lista Lega delle Leghe) | Camera | 27.870 | 0,07    | 0 / 630 |
| Senato                                  | 24.051 | 0,07   | 0 / 315 |         |